# 額我略十五世
额我略十五世（拉丁語：Gregorius PP. XV；1554年1月9日—1623年7月8日）原名亞歷山大·盧多維西（Alessandro Ludovisi），1621年2月9日當選教宗，同年2月14日即位至1623年7月8日為止。
他生於義大利北部城市波隆那，在教宗保祿五世逝世後即位，而他是以一致欢呼的方式當選教宗。
額我略十五世協助神聖羅馬帝國皇帝斐迪南二世對抗新教徒諸侯，幫助波兰国王兼立陶宛大公西吉斯孟三世對抗鄂圖曼土耳其人，干涉了一點歐洲政治。他非常博學和富有改革精神，他在位時出現了多位名人，包括西班牙天主教修女詩人阿維拉的聖泰瑞莎、西班牙天主教耶穌會創始人聖方濟各·沙勿略與羅耀拉、奧拉托利會創始人斐理伯·內里。他逝世後由教宗烏爾巴諾八世承繼。

## 譯名列表
- 額我略十五世：天主教香港教區禮儀委員會：禧年專頁 （页面存档备份，存于）作額我略。
- 國瑞十五世：香港天主教教區檔案　歷任教宗作國瑞。
- 格列高列十五世：《大英簡明百科知識庫》2005年版[]作格列高列。
- 格雷戈里十五世：《世界人名翻譯大辭典》1993年版作格雷戈里。
- 格列哥里十五世：國立編譯舘作格列哥里。